# Selfoss
Pour l’article homonyme, voir Selfoss (chute).
Selfoss est une ville du Sud de l'Islande, chef-lieu de la municipalité d'Árborg, dans la région de Suðurland. En 2022, la ville comptait 9 349 habitants, ce qui en fait la plus grande aire urbaine de la côte sud, et un centre régional de commerce et d'industrie légère.

## Géographie

### Localisation
La ville est située sur la côte sud-ouest de l'Islande, sur les rives de l'Ölfusá, à 50 km de Reykjavik.

### Localités limitrophes
|            |                        | Flúðir |
| Hveragerði | Selfoss                | Hella  |
|            | Stokkseyri, Eyrarbakki |        |

### Voies de communication et transports
La route nationale circulaire (Hringvegur) passe par Selfoss entre Hveragerði et Hella.

## Histoire
Selfoss a été colonisée par Þórir Ásason quelque temps après l'an 1000, mais les sagas islandaises mentionnent qu'Ingólfur Arnarson y a séjourné pendant l'hiver 873-74, sous la montagne Ingólfsfjall, qui se trouve à l'ouest de la rivière Ölfusá.
Au cours de l'été 1891, grâce au lobbying de Tryggvi Gunnarsson, membre de l'Alþing, le premier pont suspendu a été construit sur l'Ölfusá. Il s'agit d'une avancée majeure dans l'infrastructure islandaise. Le pont actuel a été construit en 1945 après l'effondrement de la structure d'origine. La cabane construite pour loger les ouvriers qui construisaient le pont est le plus ancien bâtiment de Selfoss. Elle a été nommée Tryggvaskáli en l'honneur de Tryggvi Gunnarsson pour ses efforts dans la construction du pont. Après la construction, le bâtiment a été utilisé pour l'hébergement et la restauration des voyageurs jusqu'en 1974. Le bâtiment a également accueilli la première école, la première centrale téléphonique et la première banque de Selfoss.
La ville de Selfoss s'est développée grâce au pont, qui a fait de la ville un centre de services pour la région agricole environnante.
En 1900, la ville ne comptait que 40 habitants, mais en 1950, la population était passée à environ 1 000 personnes.
En 1931, la laiterie Mjólkurbú Flóamanna et le magasin général Kaupfélag Árnesinga ont été créés. Ces deux entreprises ont été les principaux employeurs de la région pendant plusieurs décennies. Pendant la Seconde Guerre mondiale, les Britanniques ont stationné des troupes à Selfoss pour garder le pont stratégique.

## Politique et administration
La ville constitue la principale agglomération et le chef-lieu de la municipalité d'Árborg.

### Jumelages
La ville de Selfoss est jumelée avec :
- Arendal (Norvège) ;
- Kalmar (Suède) ;
- Savonlinna (Finlande) ;
- Aasiaat (Groenland).

## Démographie
Aujourd'hui, grâce à des moyens de transport plus efficaces, Selfoss bénéficie de sa proximité avec la région de Reykjavík et devrait continuer à se développer dans les années à venir, les entreprises et les habitants s'installant dans la ville en raison de la baisse des prix de l'immobilier. De nombreuses personnes ont ainsi quitté Reykjavík pour s'installer à Selfoss, une ville beaucoup plus calme. La population a plus que doublé entre 2000 et 2020, passant d'environ 4 500 habitants à plus de 9 000 en 2023.
| Population | Population |
| 1940       | 234        |
| 1950       | 967        |
| 1960       | 1767       |
| 1970       | 2397       |
| 1980       | 3409       |
| 1990       | 3915       |
| 2000       | 4541       |
| 2005       | 5334       |
| 2010       | 6555       |
| 2015       | 6840       |
| 2020       | 8686       |
| 2021       | 9056       |
| 2022       | 9408       |
| 2023       | 9683       |

## Personnalités liées à la localité
- Guðrún Hafsteinsdóttir (née en 1970 à Selfoss), entrepreneure et personnalité politique.
- Sigurður Ingi Jóhannsson (né en 1962 à Selfoss), homme politique.
- Guðmundur Þórarinsson (né en 1992 à Selfoss), footballeur.
- Jón Daði Böðvarsson (né en 1992 à Selfoss), footballeur.
- Robert James Fischer (né en 1943 à Chicago), champion du monde d'échecs (1972-1975), enterré à Selfoss (2008).